# Dani Calvo
Daniel 'Dani' Pedro Calvo San Román (ur. 1 kwietnia 1994 w Huesce) – hiszpański piłkarz występujący na pozycji obrońcy w Elche CF.